# Jayu Quta
Jayu Quta (aymara jayu salt, quta sjö, också Jayu Kkota) är en sjö i Bolivia.   Den ligger i departementet Oruro, i den centrala delen av landet, 250 km väster om huvudstaden Sucre. Jayu Quta ligger 3 723 meter över havet. Arean är 8,6 kvadratkilometer. Den sträcker sig 3,6 kilometer i nord-sydlig riktning, och 3,7 kilometer i öst-västlig riktning.